# Пловце (Куявсько-Поморське воєводство)
Пловце (пол. Płowce) — село в Польщі, у гміні Радзеюв Радзейовського повіту Куявсько-Поморського воєводства.
Населення — 500 осіб (2011).
У 1975-1998 роках село належало до Влоцлавського воєводства.

## Демографія
Демографічна структура станом на 31 березня 2011 року:
|          | Загалом | Допрацездатний вік | Працездатний вік | Постпрацездатний вік |
| -------- | ------- | ------------------ | ---------------- | -------------------- |
| Чоловіки | 255     | 54                 | 172              | 29                   |
| Жінки    | 245     | 44                 | 141              | 60                   |
| Разом    | 500     | 98                 | 313              | 89                   |